# Gérard de Courcelles
Gérard de Courcelles (1894 – Montlhéry, 1927. július 3.) francia autóversenyző, az 1925-ös Le Mans-i 24 órás autóverseny győztese.

## Pályafutása
1923-ban honfitársával, André Rossignollal részt vett az első Le Mans-i 24 órás autóversenyen. Az egynapos futamon Gérard és André a nyolcadik helyen ért célba, és 3400 köbcentiméteres Lorraine-Dietrich típusú autójukkal megszerezték a 3001 és 5000 cm³ közötti autók számára kiírt kategória győzelmét. Az ezt követő két évben is André-vel indult a futamon. 1924-ben harmadikok lettek, az 1925-ös versenyen pedig győzelmet arattak. 1926-ban már Marcel Mongin-al állt rajthoz. Végül mindössze egy kör hátrányban értek célba márkatársaik, a győztes Robert Bloch és André Rossignol alkotta páros mögött.
1927. július 3-án egy Franciaországban rendezett versenyen balesetet szenvedett és életét vesztette.

## Eredményei

### Le Mans-i 24 órás autóverseny
| Év   | Csapat                   | Autó                   | Csapattárs      | Helyezés |
| ---- | ------------------------ | ---------------------- | --------------- | -------- |
| 1923 | La Lorraine              | Lorraine-Dietrich B3-6 | André Rossignol | 8.       |
| 1924 | Lorraine-Dietrich et Cie | Lorraine-Dietrich B3-6 | André Rossignol | 3.       |
| 1925 | Lorraine-Dietrich et Cie | Lorraine-Dietrich B3-6 | André Rossignol | Győzelem |
| 1926 | Lorraine-Dietrich et Cie | Lorraine-Dietrich B3-6 | Marcel Mongin   | 2.       |

## Fordítás
- Ez a szócikk részben vagy egészben  a   Gérard de Courcelles című angol Wikipédia-szócikk fordításán alapul.  Az eredeti cikk szerkesztőit annak laptörténete sorolja fel. Ez a jelzés csupán a megfogalmazás eredetét és a szerzői jogokat jelzi, nem szolgál a cikkben szereplő információk forrásmegjelöléseként.